# Santa Isabel do Marinheiro
Santa Isabel do Marinheiro é um distrito do município brasileiro de Pedranópolis, no interior do estado de São Paulo.

## História

### Origem
O distrito teve origem no povoado de Santa Isabel. No processo de criação do distrito o povoado tinha a pecuária bastante desenvolvida, seu comércio era ativo, e contava com pequenas indústrias.
Já o seu nome teve que ser alterado, pois no estado já tinha uma localidade com o mesmo nome. Por isso os próprios moradores sugeriram Santa Isabel do Marinheiro, em referência ao rio Marinheiro, nome que foi adotado.

### Formação administrativa
- Pedido para criação do distrito através de processo que deu entrada na Assembléia Legislativa do Estado de São Paulo no ano de 1958, mas como não atendia os requisitos necessários exigidos por lei para tal finalidade o processo foi arquivado.[4]
- Distrito criado pela Lei n° 8.092 de 28/02/1964, com sede no povoado de Santa Isabel e com território desmembrado do distrito de Pedranópolis.[5][6]

## Geografia

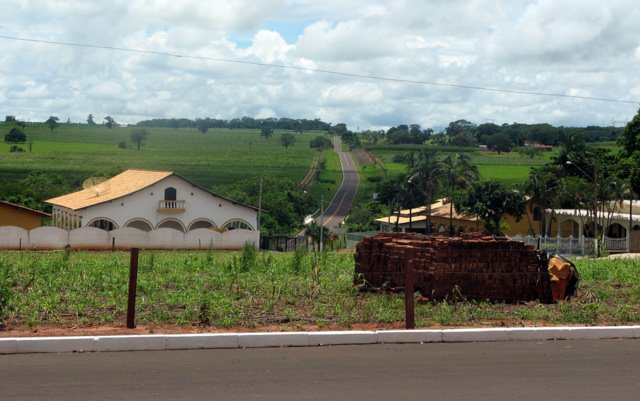
Estrada vicinal de acesso.

### Demografia

#### População urbana
| Crescimento população urbana | Crescimento população urbana | Crescimento população urbana | Crescimento população urbana |
| Censo                        | Pop.                         |                              | %±                           |
| ---------------------------- | ---------------------------- | ---------------------------- | ---------------------------- |
| 1970                         | 320                          |                              | —                            |
| 1980                         | 402                          |                              | 25,6%                        |
| 1991                         | 412                          |                              | 2,5%                         |
| 2000                         | 367                          |                              | −10,9%                       |
| 2010                         | 350                          |                              | −4,6%                        |
| 2022                         | 296                          |                              | −15,4%                       |
| Fonte: IBGE e Fundação SEADE |                              |                              |                              |

#### População total
Pelo Censo 2010 (IBGE) a população total do distrito era de 623 habitantes.

### Área territorial
A área territorial do distrito é de 101,424 km².

### Rodovias
O principal acesso ao distrito é a estrada vicinal Macedônia-Pedranópolis.

### Hidrografia
- Rio Marinheiro

## Serviços públicos

### Registro civil
Atualmente é feito no próprio distrito, pois o Cartório de Registro Civil das Pessoas Naturais do distrito ainda continua ativo.

### Saneamento
O serviço de abastecimento de água é feito pela Companhia de Saneamento Básico do Estado de São Paulo (SABESP).

### Energia
A responsável pelo abastecimento de energia elétrica é a Neoenergia Elektro, antiga CESP.

### Telecomunicações
O distrito era atendido pela Telecomunicações de São Paulo (TELESP), que inaugurou a central telefônica utilizada até os dias atuais. Em 1998 esta empresa foi vendida para a Telefônica, que em 2012 adotou a marca Vivo para suas operações.

## Atrações turísticas
Santa Isabel do Marinheiro é a porta de entrada para os principais atrativos turísticos da cidade de Pedranópolis, como a antiga pedreira (desativada), corredeiras, cachoeiras e piscinas naturais do ribeirão do Angico e do córrego das Pedras, e também para a Praia Municipal. No distrito vale a pena visitar a praça central, a antiga capela e um belo exemplar da espécie Ficus com mais de 80 anos.

## Religião

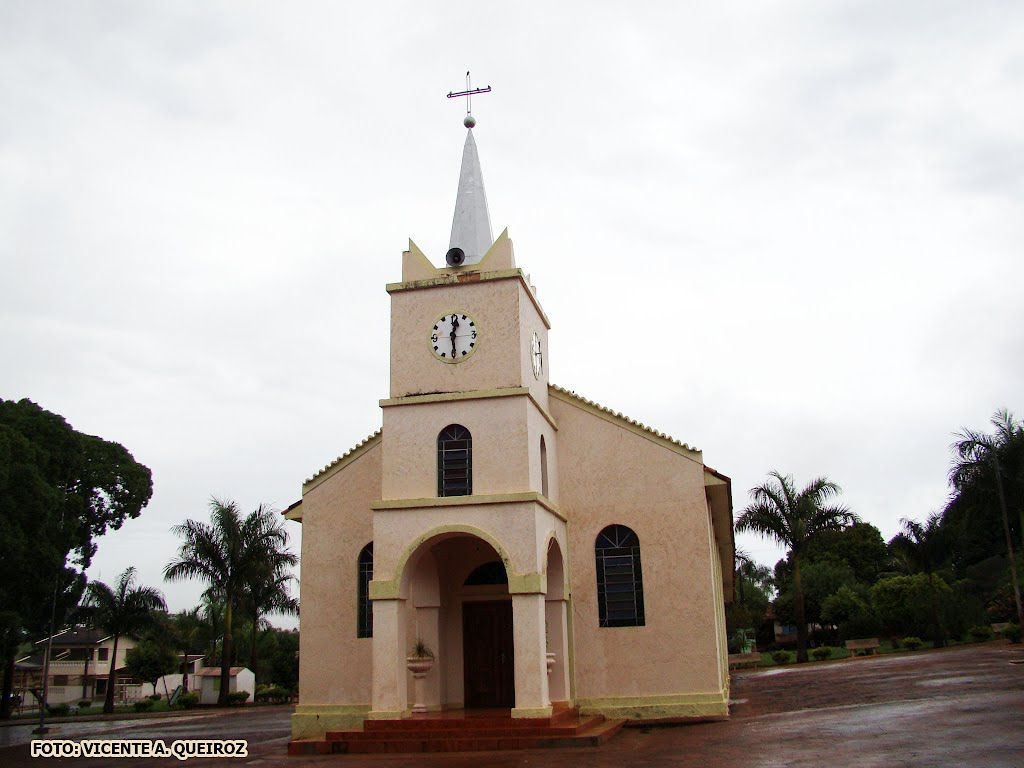
Igreja.

O Cristianismo se faz presente no distrito da seguinte forma:

### Igreja Católica
- A igreja faz parte da Diocese de Jales.[20]

### Igrejas Evangélicas
- Congregação Cristã no Brasil.[21]